# Conus moneta
Conus moneta é uma espécie de gastrópode do gênero Conus, pertencente a família Conidae.